# 江天亮
江天亮（1975年—），男，湖南龙山人，土家族，中华人民共和国政治人物、中国共产党员、第十三届全国人民代表大会湖南地区代表。
湖南省湘西民族职业技术学院副教授。2018年，担任全国人大代表。2018年2月24日，当选为第十三届全国人大代表。